# Acidaliodes perstriata
Acidaliodes perstriata är en fjärilsart som beskrevs av George Francis Hampson 1907. Acidaliodes perstriata ingår i släktet Acidaliodes och familjen nattflyn. Inga underarter finns listade i Catalogue of Life.